# Les chroniques du 75 Vol. 2
Les chroniques du 75 Vol. 2 è un mixtape del gruppo rap Sexion d'Assaut.

## Tracce
1. Paris va bien
2. Qui t'a dit?
3. B.S.S
4. Breh
5. Traqué
6. Vu la haine que j'ai
7. Ra-Fall
8. Le relais
9. A.D
10. À bout d'souffle
11. Pas d'chance
12. Black Shady Part. 2
13. O'brothers
14. Flow d'killer
15. Cramponnez vous
16. Mamadou
17. Instinct de survie
18. Boy's in the Hood
19. Noir
20. Plus qu'un son